# CNバルセロナ
CNバルセロナ（Club Natació Barcelona）は、スペイン・カタルーニャ州バルセロナ県バルセロナに本拠地を置く水泳・水球クラブ。1907年に設立された。ディビシオン・デ・オノールのスペイン選手権では40回、スペインリーグでは19回優勝しており、いずれも最多記録である。

## 歴史
1912年にディビシオン・デ・オノールのスペイン選手権が創設されると、初年度の1912年に初優勝を飾り、1921年まで10連覇を達成している。1922年から1941年にはスペイン選手権自体が開催されなかった。1942年にスペイン選手権が復活すると、復活初年度の1942年から1971年まで30連覇を達成した。1972年と1973年には優勝を逃している。スペイン選手権は1973年に終了した。
1965年にスペイン選手権に並行してスペインリーグが創設されると、初年度の1965年に初優勝を飾り、1969年まで4連覇を達成した。1980年から1983年にも4連覇を達成している。
1970年にはヨーロッパ最高峰の水球大会であるLENチャンピオンズリーグでベスト4となり、1982年には初優勝した。スペイン勢としても初の優勝だった。LENチャンピオンズリーグでは1996年と1997年にもベスト4となっている。
1995年にはヨーロッパ2番目の水球大会であるLENユーロカップで優勝し、2004年には2度目の優勝を飾った。LENユーロカップでは2009年にベスト4となっている。

## タイトル
- LENチャンピオンズリーグ（英語版） 1回

1982
- LENユーロカップ（英語版） 2回

1995, 2004
- ディビシオン・デ・オノール（スペイン選手権） 40回

1912, 1913, 1914, 1915, 1916, 1917, 1918, 1919, 1920, 1921, 1942, 1943, 1944, 1945, 1946, 1947, 1948, 1949, 1950, 1951, 1952, 1953, 1954, 1955, 1956, 1957, 1958, 1959, 1960, 1961, 1962, 1963, 1964, 1965, 1966, 1967, 1968, 1969, 1970, 1971
- ディビシオン・デ・オノール（スペインリーグ） 19回

1965–66, 1966–67, 1967–68, 1968–69, 1970–71, 1971–72, 1974–75, 1979–80, 1980–81, 1981–82, 1982–83, 1986–87, 1990–91, 1994–95, 1995–96, 1996–97, 2001–02, 2003–04, 2004–05
- コパ・デル・レイ・デ・ウォーターポロ（英語版） 8回

1989, 1991, 1995, 1996, 1999, 2002, 2003, 2011